# 6e cérémonie des Magritte du cinéma
La 6e cérémonie des Magritte du cinéma, organisée par l'Académie André Delvaux, s'est déroulée le 6 février 2016 au Square de Bruxelles. Elle a récompensé les films sortis entre le 16 octobre 2014 et le 15 octobre 2015. Présidée par Marie Gillain, elle est présentée par Charlie Dupont et diffusée en direct et en clair sur BeTV.
Les nominations ont été annoncées le 12 janvier 2016. Une nouvelle catégorie a fait son apparition : celle du Magritte du meilleur court-métrage d'animation. Le Magritte du meilleur court-métrage devenant quant à lui le Magritte du meilleur court-métrage de fiction.

## Présentateurs et intervenants
Par ordre d'apparition.
- Charlie Dupont, maître de cérémonie
- Marie Gillain, présidente de la cérémonie

- David Murgia, pour la remise du Magritte du meilleur espoir féminin et du Magritte du meilleur espoir masculin
- Charline Vanhoenacker, pour la remise du Magritte du meilleur scénario original ou adaptation
- Adil El Arbi et Bilall Fallah, pour la remise du Magritte de la meilleure image et du Magritte du meilleur montage
- Elvis Pompilio, pour la remise du Magritte des meilleurs costumes et du Magritte des meilleurs décors
- Charly Herscovici (président de l'Association des Magritte) et Stéphane Brizé, pour la remise du Magritte d'honneur
- Mélanie De Blasio, pour la remise du Magritte du meilleur son et du Magritte de la meilleure musique originale
- Vincent Patar et Stéphane Aubier, pour la remise du Magritte du meilleur court métrage d'animation et du Magritte du meilleur court métrage de fiction
- Renaud Rutten, pour la remise du Magritte de la meilleure actrice dans un second rôle
- Denis Mpunga, pour la remise du Magritte du meilleur documentaire
- Loubna Abidar, pour la remise du Magritte du meilleur acteur dans un second rôle
- Sophie Verbeeck, pour la remise du Magritte du meilleur film flamand
- Cécile de France, pour la remise du Magritte du meilleur réalisateur
- Jeroen Perceval, pour la remise du Magritte du premier film
- Erika Sainte, pour la remise du Magritte du meilleur acteur
- Kad Merad et Dany Boon, pour la remise du Magritte du meilleur film étranger en coproduction et du Magritte de la meilleure actrice
- Marie Gillain, pour la remise du Magritte du meilleur film

## Palmarès

### Meilleur film
- Le Tout Nouveau Testament de Jaco Van Dormael
  - Je suis mort mais j'ai des amis de Guillaume Malandrin et Stéphane Malandrin
  - Melody de Bernard Bellefroid
  - Préjudice de Antoine Cuypers
  - Tous les chats sont gris de Savina Dellicour

### Meilleur réalisateur
- Jaco Van Dormael pour Le Tout Nouveau Testament
  - Alleluia : Fabrice Du Welz
  - Le Tout Nouveau Testament : Jaco Van Dormael
  - Melody : Bernard Bellefroid
  - Tous les chats sont gris : Savina Dellicour

### Meilleur film flamand
- D'Ardennen de Robin Pront
  - Brabançonne de Vincent Bal
  - Cafard de Jan Bultheel
  - Waste Land de Pieter Van Hees

### Meilleur film étranger en coproduction
- La Famille Bélier d'Éric Lartigau
  - Le Chant de la mer de Tomm Moore
  - Marguerite de Xavier Giannoli
  - Ni le ciel ni la terre de Clément Cogitore

### Meilleur scénario original ou adaptation
- Thomas Gunzig et Jaco Van Dormael pour Le Tout Nouveau Testament
  - Alleluia : Fabrice Du Welz et Vincent Tavier
  - Je suis mort mais j'ai des amis : Guillaume Malandrin et Stéphane Malandrin
  - Préjudice : Antoine Cuypers et Antoine Wauters

### Meilleure actrice
- Veerle Baetens pour Un début prometteur
  - Jacques a vu : Christelle Cornil
  - Voyage en Chine : Yolande Moreau
  - Les Souvenirs : Annie Cordy

### Meilleur acteur
- Wim Willaert pour Je suis mort mais j'ai des amis
  - La Famille Bélier : François Damiens
  - Ni le ciel ni la terre : Jérémie Renier
  - Tous les chats sont gris : Bouli Lanners

### Meilleure actrice dans un second rôle
- Anne Coesens pour Tous les chats sont gris
  - Alleluia : Helena Noguerra
  - Le Tout Nouveau Testament : Yolande Moreau
  - Waste Land : Babetida Sadjo

### Meilleur acteur dans un second rôle
- Laurent Capelluto pour L'Enquête
  - Dheepan : Marc Zinga
  - Le Tout Nouveau Testament : David Murgia
  - Préjudice : Arno Hintjens

### Meilleur espoir féminin
- Lucie Debay pour Melody
  - Être : Stéphanie Van Vyve
  - Le Tout Nouveau Testament : Pili Groyne
  - Tous les chats sont gris : Manon Capelle

### Meilleur espoir masculin
- Benjamin Ramon pour Être
  - Bouboule : David Thielemans
  - Le Tout Nouveau Testament : Romain Gelin
  - Préjudice : Arthur Bols

### Meilleure image
- Manu Dacosse pour Alleluia
  - Le Tout Nouveau Testament : Christophe Beaucarne
  - Préjudice : Frédéric Noirhomme

### Meilleur son
- Emmanuel de Boissieu, Frédéric Meert et Ludovic Van Pachterbeke pour Alleluia
  - Je suis mort mais j'ai des amis : Marc Bastien, Marc Engels et Franco Piscopo
  - Le Tout Nouveau Testament : François Dumont, Michel Schillings et Dominique Warnier

### Meilleurs décors
- Emmanuel de Meulemeester pour Alleluia
  - Je suis mort mais j'ai des amis : Eve Martin
  - Tous les chats sont gris : Paul Rouschop

### Meilleurs costumes
- Pascaline Chavanne pour La Dame dans l'auto avec des lunettes et un fusil
  - Je suis mort mais j'ai des amis : Elise Ancion
  - Tous les chats sont gris : Sabine Zappitelli

### Meilleure musique originale
- An Pierlé pour Le Tout Nouveau Testament
  - Alleluia : Vincent Cahay
  - Melody : Frédéric Vercheval

### Meilleur montage
- Anne-Laure Guégan pour Alleluia
  - Je suis mort mais j'ai des amis : Yannick Leroy
  - Tous les chats sont gris : Ewin Ryckaert

### Meilleur court-métrage de fiction
- Méryl Fortunat-Rossi et Xavier Seron pour L'Ours noir 
  - Jay parmi les hommes de Zeno Graton
  - Tout va bien de Laurent Scheid

### Meilleur court-métrage d'animation
- Dernière porte au Sud de Sacha Feiner
  - Le Parfum de la carotte  de Rémi Durin et Arnaud Demuynck
  - Tranche de campagne de Hannah Letaïf

### Meilleur long métrage documentaire
- L'homme qui répare les femmes de Thierry Michel
  - Bureau de chômage d'Anne Schiltz et Charlotte Grégoire
  - I don't belong anywhere - Le cinéma de Chantal Akerman de Marianne Lambert
  - La Nef des fous de Patrick Lemy et Eric D'Agostino

### Magritte d'honneur
- Vincent Lindon

### Premier film
- Tous les chats sont gris de Savina Dellicour
  - L'Année prochaine de Vania Leturcq
  - Préjudice de Antoine Cuypers

## Statistiques

### Nominations multiples
10 : Le Tout Nouveau Testament
9 : Tous les chats sont gris
8 : Alleluia
7 : Je suis mort mais j'ai des amis
6 : Préjudice
4 : Melody
2 : Être - La Famille Bélier - Ni le ciel ni la terre - Waste Land

### Récompenses multiples
4 : Le Tout Nouveau Testament et Alleluia
2 : Tous les chats sont gris